# Juin 1975

## Évènements
- Mouvements de révolte en Inde. Victoire du Janata Front, la coalition de droite de Jayaprakash Narayan sur le Congrès d’Indira Gandhi aux élections régionales au Gujarat. Simultanément, la Haute cour de Justice d’Allâhâbâd invalide l’élection du Premier ministre en 1971 pour pratiques électorales frauduleuses (12 juin). L’opposition réclame la démission d’Indira Gandhi. Son fils cadet Sanjay Gandhi réussit à organiser une gigantesque manifestation en faveur de sa mère. L’opposition appelle à la désobéissance civile à ce gouvernement « illégal ».

- 2 juin : libération de prisonniers politiques, anciens collaborateur de Modibo Keïta, au Mali (juin et novembre).
- 5 juin : 
  - Réouverture du canal de Suez à la navigation. Gerald Ford pousse Israël à reprendre les négociations sur le Sinaï en échange d’une relance de l’aide américaine.
  - Confirmation par référendum du maintien de la Grande-Bretagne dans la CEE, avec 67,2 % des suffrages.
- 6 juin, France : parution du premier numéro de Gardarem lo Larzac
- 7 Juin, Europe : Création du pacte de Barcelone sur L'Europe du pourtour de la méditerranée à la suite du choc pétrolier de 1973.
- 8 juin (formule 1) : Grand Prix automobile de Suède.
- 9 juin[1] : constitution de la Grèce.
- 10 juin[2] : le Gabon adhère à l’Organisation des pays exportateurs de pétrole.
- 12 juin[3] : la Grèce dépose une demande d’adhésion à la Communauté européenne.
- 14 juin : départ de la quarante-troisième édition des 24 Heures du Mans.
- 15 juin : victoire de Jacky Ickx et Derek Bell aux 24 Heures du Mans.
- 18 juin, France :  loi facilitant le divorce par « consentement mutuel ».
- 22 juin (formule 1) : Grand Prix automobile des Pays-Bas.
- 25 juin : 
  - Accession à l'indépendance du Mozambique, ancienne colonie portugaise, qui devient la République populaire du Mozambique.
    - Le Mozambique (Front de libération du Mozambique) se rapproche de L’Union soviétique et coupe les liens économiques avec l’Afrique du Sud et la Rhodésie. Guerre civile entre la Résistance nationale du Mozambique et FRELIMO (fin en 1992).

  - Indira Gandhi proclame l’état d’urgence en Inde et fait arrêter les principaux chefs de l’opposition, en particulier M. Desaï et Jayaprakash Narayan. La presse est censurée, les organisations « subversives » comme le RSS ou la Jamaat-e-Islami, sont interdites. Environ 100 000 personnes sont arrêtées (fin le 21 mars 1977).
    - L’influence de Sanjay Gandhi augmente de jour en jour, bien qu’il n’ait pas de fonctions officielles.
- 27 juin, France : un triple meurtre est commis rue Toullier par le terroriste Ilich Ramírez Sánchez dit « Carlos ».
- 28 juin (Rallye automobile) : arrivée du Rallye du Maroc.
- 30 juin :
  - Liban : pour apaiser la situation, Soleimane Frangié compose un nouveau gouvernement et appelle le dirigeant sunnite, Rachid Karamé, à la présidence du Conseil.
    - Les violences reprennent durant l’été. En septembre, Beyrouth subit de violents bombardements. La bataille pour la conquête du centre-ville commence en octobre. Les chrétiens quittent les zones musulmanes et réciproquement, devant la peur des représailles.

  - France :
    - loi d'orientation en faveur des personnes handicapées;
    - loi sur les institutions sociales et médico-sociales.

## Naissances
- 4 juin : Angelina Jolie, actrice américaine.
- 6 juin : Stéphane Mondino, chanteur français.
- 7 juin : Allen Iverson, basketteur américain.
- 8 juin : Sarah Abitbol, patineuse française.
- 9 juin : Andrew Symonds, joueur de cricket australien († 14 mai 2022).
- 10 juin : Oliver Tschanz, joueur suisse de hockey sur glace.
- 12 juin : Stephanie Szostak, actrice franco-américaine.
- 13 juin : Craig Gaudion, producteur, réalisateur et scénariste australien.
- 16 juin : Guillaume Veillet, journaliste musical et auteur de l'anthologie des musiques traditionnelles de France.
- 17 juin : Chloe Jones, actrice américaine († 4 juin 2005).
- 18 juin :
  - Jamel Debbouze, acteur français.
  - Marie Gillain, actrice belge.
- 19 juin : Hugh Dancy, acteur britannique.
- 20 juin : Sabeen Mahmud, militante pakistanaise des droits de l'homme († 24 avril 2015).
- 21 juin : 
  - Luis Miguel Encabo, matador espagnol.
  - Cyril Etesse, comédien et humoriste français.
- 26 juin : Florence Loiret Caille, actrice française.
- 27 juin : Tobey Maguire, acteur et producteur américain.

## Décès
- 5 juin : Paul Keres, joueur d'échecs estonien (° 1916).
- 13 juin : Arturo Tabera Araoz, cardinal espagnol de la curie romaine (° 29 octobre 1903).
- 22 juin : Paul Stehlin, député français (° 11 août 1907).
- 24 juin : Luigi Raimondi, cardinal italien, préfet de la Congrégation pour les causes des saints (° 25 octobre 1912).
- 26 juin : Josémaria Escriva de Balaguer, fondateur de l'Opus Dei (° 1902).
- 28 juin : Serge Reding, haltérophile belge (° 23 décembre 1941).